# دراما وثائقية
الدراما الوثائقية أو الدوكودراما (بالإنجليزية: Docudrama)‏، هي نوع من البرامج الإذاعية والتلفزيونية، والأفلام الروائية، والمسرحيات التي تقوم بإعادة تمثيل الأحداث الحقيقة التي سبق وأن حدثت.

## وصف
وتتميز الدراما الوثائقية بأنها تسرد الحقائق التاريخية المعروفة للحدث المعنيّ، مع السماح بدرجة أكبر أو أقل بعدم الاستصحاب بالتفاصيل الطرفية، بسبب وجود ثغرات في السجل التاريخي. ويمكن أن يشمل الحوار الكلمات الفعلية للأشخاص الواقعيين، كما هو مسجل في الوثائق التاريخية. ويختار منتجو الدراما الوثائقية أحياناً تصوير أحداثهم التي أعيد بناؤها في المواقع الفعلية التي وقعت فيها الأحداث التاريخية.
من أمثلة الدراما الوثائقية مسرحية بيتر فايس «حديث من فيتنام» ومسرحية «مارا-صاد». وفي العراق كانت مسرحية «الحرامية» ليوسف العاني مثالاً للدراما الوثائقية وقدمتها فرقة المسرح الحديث عام 1968 وأخرجها سامي عبد الحميد وقاسم محمد وقدمت في قاعة الخلد، وفيها استعراض لنضالات الشعوب ضد القهر والاستعمار والاستبداد.